# État de Bikaner

Drapeau de l'État de Bikaner.

L'État de Bikaner était un État princier de l'Inde de 1465 à 1948. Il était centré sur la ville de Bikaner.

## Histoire

### Fondation
La tradition affirme que la ville a été fondée par Rao Bikaji, le deuxième fils du raja Rathor Rao Jodhaja du Marwar, fondateur de Jodhpur. En fait, comme Jaisalmer, au sud-ouest, c'était, autrefois, un centre commercial important sur les routes caravanières. Baka quitte la cour de son père avec quelques fidèles pour fonder son propre royaume. La tradition affirme aussi que, au cours de ses pérégrinations à la recherche d'un territoire, il rencontre une grande mystique, Karni Mata, qui lui prédit qu'il dépasserait son père en notoriété. Baka combat les clans rajput locaux du désert pendant une trentaine d'années, et finalement se taillera une principauté d'une taille comparable à l'Angleterre avec Bakaner comme capitale. 
La ville profitera toujours du climat aride qui l'environne comme protection contre ses ennemis, mais la vieille ville est toutefois défendue par d'imposantes fortifications de 7 kilomètres de long, datant du XVIIIe siècle et comportant 5 portes d'accès. Le fort et le palais, sont en dehors des murs de la ville. 

### Bikaner et les Moghols
Au XVIe siècle, les maharajas de Bikaner entrent en conflit avec les empereurs moghols qui installent leur empire dans l'Hindoustan. Située relativement près de Delhi, Bikaner est plus souvent que d'autres principautés plus éloignées, comme Jaisalmer ou Jodhpur, en guerre avec les Moghols. Profitant du terrain difficile du désert, les armées de Bikaner sont tout d'abord victorieuses. Vers la fin du siècle, cependant, Akbar, usant de diplomatie, se fait, des princes de Bikaner, des alliés. Par suite, plusieurs des rajas de Bikaner deviendront des officiers commandant des armées mogholes, combattant bravement du Gujarat à l'ouest jusqu'au Dekkan dans le sud. 

### La prospérité
Un grand raja de Bikaner, Prithviraj Singh - Raj Singh I - poète et guerrier, considéré comme l'un des Neuf joyaux d'Akbar. Bikaner durant cette période, devient une ville florissante et un comptoir de commerce important le long d'un des brins de la Route de la soie. En particulier, elle acquiert une grande renommée par les réalisations de ses orfèvres, ses tisserands et ses parfumeurs ainsi que celles de ses artisans travaillant le cuir. Elle devient aussi un centre fameux pour les arts et la musique, centre d'une école de miniatures, réalisant une synthèse délicate des styles rajpute et moghol.
Cependant, avec la désagrégation de l'Empire moghol au XVIIIe siècle, Bikaner sombre avec le reste du Rajasthan, dans un lent déclin, Le désert la mettant toutefois à l'abri des destructions marathes dont souffrent ailleurs ses voisins Rajputs. Cette situation prend fin, en 1818, avec le traité signé avec les Britanniques qui garantit à la principauté « une amitié perpétuelle, une alliance et une concordance d'intérêts ».
Au milieu du XIXe siècle, des années de conflits internes et de dépenses militaires, entraînées par son traité avec les Britanniques, ont mis Bikaner en difficulté financière. La principauté était devenue une province misérable et arriérée. Curieusement, ce sont les célèbres chameaux de Bikaner qui vont être à l'origine de son rétablissement économique. En effet, les Britanniques, en guerre en Afghanistan, réalisent que les chameaux sont les seuls véhicules opérationnels sur ce terrain difficile pouvant transporter les approvisionnements nécessaires à la poursuite de ce conflit. Le maharaja de Bikaner va donc s'enrichir à cette occasion en fournissant les chameaux nécessaires à l'armée britannique. La fortune avait tourné pour la ville.
Une administration moderne est bientôt instaurée, les premiers hôpitaux construits, et la police désorganise les bandes de dacoïts qui s'étaient constituées durant la période difficile. En 1886, la principauté de Bikaner est la première à introduire l'électricité.

### Le dernier grand maharaja
Le maharaja Ganga Singh (règne 1898-1943), mène Bikaner à son apogée et en fait l’une des principautés les plus importantes de l’Inde. 
Gangâ Singh, comme beaucoup de rajas, fait ses études au collège Mayo d’Ajmer. Arrivé au pouvoir, il crée le corps de chameaux de Bikaner (Bikaner Camel Corps) ou Ganga Risala, une force qu’il mène personnellement, au nom des Britanniques, et qui combat tout d’abord en Chine pour abattre la révolte des Boxers en 1900, puis en Somalie pour pacifier la région en proie au soulèvement de 1903 et enfin en Égypte au cours de la Première Guerre mondiale. 
Gangâ Singh améliore aussi l’économie locale, favorisant des projets comme la construction du canal de Gangâ, un projet d’irrigation ambitieux, en avance sur son époque, et qui a transformé les déserts avoisinant la capitale en champs productifs. 
Ganga Singh est aussi célèbre pour ses chasses auxquelles tout le monde veut participer, du vice-roi jusqu’aux mahârâjas de l’Inde entière. Celles-ci sont en fait un outil diplomatique qu’il utilise à l’occasion pour charmer des invités choisis et pour gagner leur appui. Parmi ceux-ci, on compte le Prince de Galles, le roi George V et Georges Clemenceau. 
La principauté rejoint, en 1949, le nouvel État du Rajasthan de l’Inde nouvellement indépendante.

## Dirigeants
- Râo
  - 1465 – 1504 : Bikaji (en), fils de Rao Jodha, fondateur de Jodhpur.
  - 1504 - 1505 : Naroji Singh
  - 1505 - 1526 : Lunkaranji (en)
  - 1526 - 1542 : Jetsiji Singh
  - 1542 - 1571 : Kalyan Singh
- Râja
  - 1571 - 1611 : Raj Singh I (en)
  - 1611 - 1614 : Dalpat Singh
  - 1614 - 1631 : Sur Singh
  - 1631 - 1669 : Karan Singh
- Mahârâja
  - 1669 - 1698 : Anup Singh (en)
  - 1698 – 1700 : Sarup Singh
  - 1700 – 1736 : Sujan Singh
  - 1736 – 1745 : Zorawar Singh (en)
  - 1745 – 1787 : Gaj Singh (en)
  - 1787 : Raj Singh II
  - 1787 : Pratap Singh
  - 1787 – 1828 : Surat Singh (en) (1766-1828)
  - 1828 – 1851 : Ratan Singh (1791-1851)
  - 1851 – 1872 : Sardar Singh (1818-1872)
  - 1872 – 1887 : Dungar Singh (en) (1854-1887)
  - 1887 – 1943 : Gangâ Singh (1880-1943)[1]
  - 1943 - 1949 : Sadul Singh (en) (1902-1950)
- Mahârâja titulaire
  - 1949 - 1950 : Sadul Singh (en) (1902-1950)
  - 1950 - 1988 : Karni Singh (en) (1924-1988)
  - 1988 - 2003 : Narendra Singh Bahadur
  - 2003 - 2022 : Raviraj Singh Bahadur
  - Depuis 2022 : vacant